# Graça Freitas
Maria da Graça Gregório de Freitas GCM (Nova Lisboa, 26 de agosto de 1957) é uma médica portuguesa especialista em saúde pública, sendo de 2018 a 2022 diretora da Direção-Geral da Saúde e autoridade de saúde nacional, o poder interventivo do estado em matéria de saúde pública. Ocupou o cargo interinamente desde outubro de 2017 face ao abandono de Francisco George após atingir o limite de idade. Tem trabalhos publicados nas áreas de vacinação, prevenção e controlo de doenças transmissíveis, emergências de saúde pública e comunicação em saúde.
Antes da sua nomeação como diretora geral, serviu como vice-diretora sob a alçada do seu antecessor e coordenou vários programas de saúde pública como o Programa Nacional de Vacinação, o qual coordenou desde 1996. Por inerência, é também membro do CA do Centro Europeu de Prevenção e Controlo das Doenças, do Programa Expandido de Imunização da OMS, entre outros grupos internacionais.
Graça Freitas foi - conjuntamente com Marta Temido (Ministra da Saúde do governo português entre 2018 e 2022) e, numa fase posterior, também o então vice-almirante Gouveia e Melo - o rosto da resposta à pandemia de COVID-19, tendo dado conferências de imprensa diárias e coordenado a resposta de saúde pública na sua posição de autoridade de saúde nacional. No último trimestre de 2020, as conferências de imprensa foram suspensas permanentemente como resultado de alterações na estratégia de comunicação do governo português.
No dia 1 de dezembro de 2020 testou positivamente ao SARS-CoV-2, depois de um contacto protegido com uma colega infetada num espaço mal arejado, tendo recuperado e voltado ao trabalho a 21 de dezembro de 2020.
No final do ano de 2022, anunciou a sua saída do cargo de Diretora-Geral da Saúde, não tendo sido, até ao momento, escolhido um substituto.
A 17 de janeiro de 2023, foi agraciada com o grau de Grã-Cruz da Ordem do Mérito, pelo Presidente da República Portuguesa, Marcelo Rebelo de Sousa.

## Percurso Profissional
- Maria da Graça Gregório de Freitas, médica, nasceu em Angola em 26 de agosto de 1957.
- Licenciou-se em medicina pela Faculdade de Medicina da Universidade de Lisboa em 1980. Tem a especialidade de Saúde Pública, por Internato Complementar de Saúde Pública concluído em 1988.
- Tem o Curso Avançado de Gestão Pública (CAGEP); tem a Competência de Gestão dos Serviços de Saúde atribuída pela Ordem dos Médicos; tem o Ciclo de Estudos Especiais em Administração de Saúde da Escola Nacional de Saúde Pública da Universidade Nova de Lisboa.
- É Assistente Sénior de Saúde Pública desde 1999.
- Designada em regime de substituição para o cargo de Diretora-Geral da Saúde pelo Despacho n.º 968872017 do Ministro da Saúde, publicado em DR n.º 214, 2.ª série, de 7 de novembro de 2017.
- Subdiretora-Geral da Saúde desde 2005 até à suspensão do cargo, em 21 de outubro de 2017, por nomeação em regime de substituição como Diretora-Geral. Como Subdiretora-Geral substituiu o Diretor-Geral da Saúde nos seus impedimentos, incluindo como Autoridade de Saúde Nacional.
- Coordena, desde 1996, a nível nacional, o Programa Nacional de Vacinação e outras estratégias de vacinação, incluindo as campanhas sazonais de vacinação contra gripe.
- É Presidente da Comissão Técnica de Vacinação desde 1998.
- Coordena/coordenou outros programas de saúde pública, principalmente nas áreas da promoção da saúde e da proteção da doença.
- Por competência delegada do Diretor-Geral da Saúde, coordena/coordenou, na Direção-Geral da Saúde:
  - A Direção de Serviços de Prevenção da Doença e Promoção da Saúde e respetivas Divisões: Saúde Sexual, Reprodutiva, Infantil e Juvenil; Estilos de Vida Saudável; Saúde Ambiental (de 2012 até à data);
  - É autoridade competente em matérias de Saúde Ambiental;
  - A Direção de Serviços de Prevenção e Controlo de Doenças (2009 a 2012);
  - A Unidade de Apoio às Emergências de Saúde Pública (2007 a 2012). O sistema nacional integra redes europeias do Centro Europeu de Prevenção e Controlo das Doenças (ECDC), da Comissão Europeia e da Organização Mundial da Saúde;
  - A Direção de Serviços de Epidemiologia e Estatísticas da Saúde e suas Divisões (2007 a 2012);
  - A Divisão de Prevenção e Controlo da Doença (2007 a 2009);
  - A Coordenação, durante a Pandemia de Gripe, do Eixo Funcional de Prevenção, Contenção e Controlo do Grupo Operativo Nacional para a Gripe (2009/2010);
  - A supervisão e acompanhamento do Plano de Contingência Nacional do Setor da Saúde para a Pandemia de Gripe. Cocoordenou e foi coautora da sua edição em livro (DGS, 2007 e 2008, 1.ª e 2.ª Edição).
- É membro do Conselho de Administração do Centro Europeu de Prevenção e Controlo das Doenças. Representa Portugal no grupo que reúne os coordenadores dos Programas Nacionais de Vacinação da Região Europeia da Organização Mundial da Saúde (OMS/WHO, Programa Alargado de Imunização) e integra outros grupos internacionais.
- Representa Portugal no grupo que reúne os coordenadores das Comissões Técnicas de Vacinação da Região Europeia da OMS.
- Foi ponto focal para a plataforma europeia de comunicação de alertas EWRS (Sistema de Alerta Rápido e de Resposta).
- Foi ponto focal para o Regulamento Sanitário, da Organização Mundial da Saúde.
- Foi ponto focal para a EPIS-FWD (Sistema de Informação para Doenças Transmitidas por Água e Alimentos) do ECDC.
- Integra/integrou vários outros grupos internacionais na área da promoção da saúde e prevenção da doença.
- Integrou o Conselho de Saúde Militar (COSM).
- É vogal da ANPAC (Autoridade Nacional para a Proibição de Armas Químicas).
- Representa o Ministério da Saúde na Comissão Nacional de Proteção Civil.
- É membro de Conselho de Escola da Escola Nacional de Saúde Pública da Universidade Nova de Lisboa.
- Integra e participa/participou em outos grupos nacionais, representando a DGS ou o setor da Saúde.
- Foi Chefe de Divisão de Doenças Transmissíveis da Direção-Geral da Saúde (1996 a 2005).
- Foi Assistente convidada da Faculdade de Medicina da Universidade de Lisboa (UL), de1995 a 2017, no Instituto de Medicina Preventiva, tendo também lecionado na Faculdade de Medicina Dentária da UL Mantém colaboração pro bono na Faculdade de Medicina da Universidade de Lisboa.
- Foi Assistente e Assistente graduada de Saúde Pública do Centro de Saúde da Ajuda (Lisboa) em 1990 e entre 1992 e 1996, onde foi Autoridade de Saúde para o Conselho de Lisboa, Responsável pelo Serviço de Saúde Pública, Orientadora de internos dos Internatos Médicos e colaboradora no Grupo de Garantia de Qualidade da Administração Regional de Saúde (ARS) de Lisboa.
- Foi Assistente de Saúde Pública na Direção de Serviços de Saúde de Macau (1990 e 1991), onde foi Autoridade de Saúde, Responsável pela Coordenação dos Centros de Saúde de Macau e Orientadora do Internato Complementar de Saúde Pública de Macau.
- Quer em situação de crise quer como parte das atribuições da DGS, a Comunicação em Saúde é uma das suas áreas de desempenho.
- Participa frequentemente em reuniões e conferências sobre Saúde Pública e publica artigos científicos e de opinião principalmente nas áreas da vacinação, da prevenção e controlo de doenças transmissíveis, das emergências em saúde pública, da comunicação e da influência da sazonalidade na saúde.
- Recebeu distinções institucionais e individuais de que destaca:
- Distinção institucional com a Medalha de Serviços Distintos do Ministério da Saúde grau "ouro" atribuída à Direção-Geral da Saúde (2013).
- Distinção institucional com a Medalha de Serviços Distintos do Ministério da Saúde grau "ouro" atribuída ao Grupo Operativo Nacional para a Gripe, do qual coordenou um dos Eixos Funcionais (2010).
- Medalha de Serviços Distintos do Ministério da Saúde grau "prata", a título individual, atribuída pelas suas atividades e responsabilidades na área da vacinação (2005).
- Louvor do Ministro da Saúde atribuído à Comissão Técnica de Vacinação (2005), a que preside.
- Louvor do Diretor-Geral da Saúde atribuído a dirigentes da DGS como reconhecimento do seu desempenho (2005).
- Louvor do Ministro da Saúde, a título individual, atribuído na sequência das ameaças de bioterrorismo e "pela qualidade dos trabalhos no que se refere às doenças transmissíveis".
- Certificado de Apreciação e medalha da Organização Mundial da Saúde - Europa, a título individual, pelo contributo para o sucesso da Eliminação da Poliomielite no País e na Europa (2002).
- Louvor, a título individual, pelo trabalho desenvolvido no Gabinete de Epidemiologia e Estudos da ARS de Lisboa, no âmbito das atividades para o controlo do último surto de difteria do País (1985).
- Exerceu sempre funções públicas em regime de exclusividade.[9]